# Carmen (Santa Fé)
Carmen (Santa Fé) é uma comuna da província de Santa Fé, na Argentina.